# Mundabli
Le mundabli (ou buu, ji, mufu) est une langue bantoïde méridionale, du groupe géographique des langues yemne-kimbi, parlée dans la région du Nord-Ouest au Cameroun, le département du Menchum, l'arrondissement de Wum et dans trois villages au nord-est de Wum.
Avec 500 locuteurs en 2011, c'est une langue en danger (6b).